# Étienne de Besançon
Étienne de Besançon, francoski dominikanec in teolog, * ?, † 22. november 1294, Lucca.
Med letoma 1292 in 1294 je bil mojster reda bratov pridigarjev (dominikancev).